# Ван Клаверен, Йорам
Йорам Джарон ван Клаверен (нидерл. Joram van Klaveren; род. 23 января 1979 года) — голландский политик. Был депутатом от Партии свободы с 17 июня 2010 года по 21 марта 2014 года. Впоследствии он стал независимым депутатом, пока его срок полномочий не закончился 23 марта 2017 года. Он сосредоточился на вопросах десегрегации, занятости населения, эгалитаризма и эмансипации. С 24 марта 2011 года по 11 июня 2014 года он также был членом парламента провинции Флеволанд. Был известен своими антимусульманскими высказываниями, пока в 2019 году не объявил о принятии ислама.

## Биография
Ван Клаверен родился 23 января 1979 года в Амстердаме. Он изучал религиоведение в университете Амстердама и работал педагогом.
С марта 2006 года по июнь 2009 года он был членом муниципального совета Алмере от Народной партии за свободу и демократию. На всеобщих выборах 2010 года он был избран в Палату представителей от Партии свободы. Кроме того, в 2011 году он был избран членом парламента провинции Флеволанд.
В 2009 году Ван Клаверен был осужден за вождение в нетрезвом виде и отказ от теста на трезвость.
21 марта 2014 года Ван Клаверен объявил, что покинет Партию свободы, так как он больше не согласен с курсом партии. Лидер партии Герт Вилдерс после местных выборов 2014 года высказался о марокканском меньшинстве в Нидерландах. Ван Клаверен оставался независимым депутатом. В мае 2014 года Йорам ван Клаверен вместе с Луи Бонтесом и Йоханом Дриссеном основал новую консервативную политическую партию под названием «За Нидерланды» (VNL).
Его срок в палате закончился 23 марта 2017 года.
Ван Клаверен был известен своими антиисламскими высказываниями: он говорил о «мусульманском страдании». В 2019 году в интервью по случаю его публикации De afvallige («Ренегат»), в котором рассказывается о его поисках религии и религиозности, он упомянул, что теперь принимает Мухаммеда в качестве пророка, и сказал, что принял ислам.